# Шолеи-Боло
Шолеи-Боло (тадж. Шолеи Боло) — село в Раштском районе Таджикистана. Входит в состав сельской общины (джамоата дехота) Оби-Мехнат. Расстояние от села до центра района (пгт Гарм) — 34 км, до центра джамоата (село Вахдат) — 11 км. Население — 148 человек (2017 г.), таджики. Население в основном занято сельским хозяйством (животноводство и растениводство). Земли орошаются главным образом водами горных источников.